# Viktor Tegelhoff
Viktor Tegelhoff (Ružomberok, 22 dicembre 1918 – 9 settembre 1991) è stato un calciatore cecoslovacco, di ruolo attaccante.

## Carriera

### Club
Ha militato nella massima serie del campionato cecoslovacco con lo Slovan Bratislava.

### Nazionale
Gioca dapprima con la nazionale della Repubblica Slovacca, quindi militò per la nazionale cecoslovacca a seguito del suo reintegramento nella Cecoslovacchia.

## Palmarès

### Club

#### Competizioni nazionali
Slovan Bratislava: 1949, 1950, 1951